# Jens Arentzen
Jens Arentzen, född 2 mars 1958 i Frederiksberg, död 22 november 2022, var en dansk skådespelare, regissör och manusförfattare. 

## Filmografi i urval
- 1980-1981 – Matador (TV-serie)
- 1985 – August Strindberg ett liv (TV)
- 1985 – Jane Horney (TV-serie)
- 1987 – Hipp hurra!
- 1991 – En dag i oktober
- 1997–1999 – Taxa (TV-serie)
- 1999 – Dybt vand
- 2009–2010 – Livet på Laerkevej (TV-serie)